# Claude Colette
Claude Colette (Châtellerault, Poitou-Charentes, 4 de març de 1939 - Tolosa de Llenguadoc, 20 de setembre de 1990) és un ciclista que va ser professional entre 1950 i 1963. En el seu palmarès destaca la victòria en el segon sector de la quarta etapa de la Volta a Catalunya de 1959 amb final a Manresa, on arribà destacat.

## Palmarès
- 1955
  - 1r al Circuit des Deux Ponts
  - 1r a la Lió-Montluçon-Lió
- 1957
  - Vencedor d'una etapa al Circuit d'Alvèrnia
- 1959
  - Vencedor d'una etapa a la Volta a Catalunya

### Resultats al Tour de França
- 1953. 58è de la classificació general
- 1954. 24è de la classificació general
- 1957. Abandona
- 1958. Abandona (21a etapa)
- 1960. Abandona

### Resultats a la Volta a Espanya
- 1959. 19è de la classificació general